# Kevin Poulsen
Pour les articles homonymes, voir Poulsen.
Kevin Lee Poulsen, né le 30 novembre 1965 à Pasadena en Californie, est un ancien phreaker et hacker américain célèbre connu sous le pseudonyme Dark Dante. Il fut le premier hacker à être accusé d'espionnage aux États-Unis.
Il s'est depuis reconverti dans le journalisme. Il a notamment écrit des articles portant sur la sécurité informatique pour le journal en ligne SecurityFocus dont la plupart ont été repris par les médias traditionnels. Il a quitté SecurityFocus en 2005 et est actuellement rédacteur en chef du journal en ligne Wired News. Il est également embauché par le gouvernement américain pour la lutte contre les pédophiles sévissant sur Internet.

## L'histoire

### Les délits
Le premier acte d'intrusion connu de Kevin Poulsen remonte à 1983 quand il avait 17 ans. À l'époque, ses parents lui avaient acheté un TRS-80 avec lequel il va s'introduire avec un hacker plus âgé dans le réseau ARPAnet (l'ancêtre d'Internet) de l'Université de Californie (UCLA). Probablement en raison de son jeune âge, il ne sera pas inculpé.
En 1985, il est embauché comme programmeur par SRI International et Sun Microsystems et en tant que consultant en sécurité informatique du Pentagone. Ce qui ne l'empêchera pas de mener en parallèle des activités illégales. En 1987, quand il travaillait chez Sun Microsystems, il était entré en possession d'une bande magnétique contenant un document classé secret défense détaillant le plan de vols d'un exercice militaire dénommé CPX Caber Dragon impliquant des centaines de parachutistes et se déroulant à Fort Bragg, en Caroline du Nord. Il s'était également introduit dans un réseau dénommé MASnet appartenant à l'armée de terre. 
Poulsen possédait des connaissances avancées en crochetage de serrures. Il les utilisera notamment pour pénétrer par effraction dans les centraux téléphoniques de la compagnie téléphonique Pacific Bell. Il y a dérobé des commutateurs et d'autres équipements ainsi que des codes d'accès qui lui permettaient de mettre sur écoute les membres de l'équipe de sécurité de la compagnie chargés de le traquer. Il s'empara également de numéros téléphoniques non-publiés appartenant au Consulat soviétique de San Francisco.

### L'arrestation
Kevin Poulsen a été arrêté une première fois en 1989. N'ayant pas réglé les frais qu'il devait à un service de stockage d'Atherton, en Californie, le propriétaire décide alors de faire sauter la serrure de son casier. Il y découvre une quantité extraordinaire d'outils et d'équipements se rapportant à la téléphonie et prévient les autorités. Poulsen sera confondu avec deux de ses complices, Mark Lottor et Robert Gilligan, à cause d'une photo prise en souvenir par un de ses amis le montrant en train de crocheter la serrure d'un central téléphonique de Pacific Bell.
Mais avant sa comparution devant le juge, Poulsen s'enfuit. Il est à la fois traqué par le FBI et les agents d'investigation de Pacific Bell. C'est pendant cette cavale, qui va durer 17 mois, qu'il va réaliser son plus célèbre hack. Une station de radio de Los Angeles, KIIS-FM, lance un concours radiophonique dans lequel le 102e auditeur qui appelle gagne une Porsche. Poulsen va alors prendre le contrôle de toutes les lignes téléphoniques de la station et s'arrange pour être le 102e appelant. Il remporte ainsi le prix.
Poulsen sera arrêté grâce à l'émission télévisée Unsolved Mysteries. Quand l'émission a traité de l'affaire Poulsen, les lignes téléphoniques sur numéro vert de l'émission étaient mystérieusement tombées en panne, rendant les éventuels téléspectateurs ayant des informations dans l'impossibilité de contacter la chaîne. Mais quelqu'un a informé les agents d'investigation de Pacific Bell que Poulsen faisait ses courses dans un supermarché de banlieue de Los Angeles. Il sera arrêté par le FBI en avril 1991.

### Le procès
À cause de l'ajournement de son procès, Poulsen a passé vingt mois à la prison de San José avant de comparaître devant le juge, la libération sous caution lui ayant été refusée. L'événement est sans précédent car c'est la première fois qu'un hacker est accusé d'espionnage devant une cour fédérale américaine. Le fait que l'accusé n'a jamais eu de contact avec une quelconque puissance étrangère ajoute une certaine incongruité à l'accusation. Mais en utilisant ce statut, les procureurs espéraient surtout une peine exemplaire.
Poulsen fut chargé de treize chefs d'accusations dont voici les plus importants :
- entrave à la justice par délit de fuite,
- intrusion dans une machine de la compagnie Pacific Bell et appropriation d'une liste non publique de numéros de téléphones et des employés au Consulat Soviétique de San Francisco,
- vol de commutateurs et d'autres équipements appartenant à la même compagnie,
- recherche de données concernant l'équipe de sécurité de la compagnie et appropriation de données contenant leurs appels pour savoir s'ils étaient en train de le traquer,
- mise sur écoute et surveillance des courriers électroniques des enquêteurs de la compagnie,
- intrusion dans un réseau militaire dénommé MASnet,
- obtention d'un dossier classé secret défense contenant les plans de vol d'un exercice militaire dont le nom de code est CPX Caber Dragon.

En juin 1994, Poulsen plaida coupable pour sept chefs d'accusations. Il fut condamné à une peine de cinquante et un mois (4 ans) de prison ferme et dut verser à Pacific Bell la somme de 56 000 USD à titre de dédommagements. Ce fut à l'époque la peine la plus lourde infligée à quelqu'un pour des affaires portant sur des délits informatiques.

## Controverses
Au-delà du traditionnel battage médiatique concernant ce genre d'affaire, le cas Poulsen a amené les libertariens à se poser certaines questions. L'accusation d'espionnage semble en effet exagérée, vu que l'accusé n'a jamais travaillé pour le compte d'une quelconque puissance étrangère et que les dossiers classés secret-défense avaient déjà été déclassifiés quand ils étaient entrés en sa possession. Il apparaît plutôt que toutes ses intrusions ont été effectuées à titre personnel.
Le cas Poulsen a surtout montré un revirement d'opinion vis-à-vis du hacking au début des années 1990. Désormais, les délits informatiques sont considérés au même titre que tous les autres délits, si ce n'est plus avec la popularité grandissante d'Internet. Si autrefois, les hackers qui s'introduisaient illégalement dans un réseau pouvaient revendiquer la simple curiosité pour expliquer leurs actions, désormais ils sont considérés comme des criminels, même s'ils se disent sans volonté de nuire.